# Nils Landberg
Nils Landberg (ur. 14 października 1907, zm. 26 lutego 1974) – szwedzki zapaśnik walczący w stylu wolnym. Srebrny medalista mistrzostw Europy w 1935 roku. 
Mistrz kraju w 1930 i 1932 roku.